# Halyna Sewruk
Halyna Sylwestriwna Sewruk (ukrainisch Гали́на Сильве́стрівна Севру́к; * 18. Mai 1929 in Samarkand, Usbekische SSR; † 13. Februar 2022) war eine ukrainische Künstlerin und Keramikerin, die auch als Malerin und Grafikerin arbeitete. Sie stand den Dissidenten der Sechziger nahe.

## Werdegang
Halyna Sewruk schloss 1959 ihr Studium am Staatlichen Kunstinstitut in Kiew ab. Danach arbeitete sie für den staatlichen Kunstfonds als Dekorateurin von Gebäuden. Sie schuf Mosaike und großformatige, geflieste Keramiken für Hotels, Sanatorien und Schulen. Für die Universität Kiew erstellte sie 1964 mit Alla Horska und Ljudmyla Semykina eine von Opanas Salywacha (1925–2007) entworfene, fünfteilige Glasmalerei, die später auf behördliche Anweisung zerstört wurde.
Im April 1968 unterzeichnete Sewruk mit 138 Wissenschaftlern und Kulturschaffenden den „Protestbrief 139“ (Kiewer Brief, Лист-протест 139)  an die sowjetische Führung Leonid Breschnew, Alexej Kossygin und Nikolai Podgorny, in dem sie ein Ende der politischen Prozesse gegen Dissidenten und die Einhaltung der Grundsätze der sozialistischen Demokratie forderten. Sewruk wurde 1968 aus der Union der Künstler der Ukraine ausgeschlossen, Horska 1970 unter ungeklärten Umständen umgebracht.
In den Jahren 1970 bis 1975 fertigte Sewruk mehrere Reliefskulpturen slawischer heidnischer Götter für das Kinogebäude und den Ausstellungsbereich des Kiewer Höhlenklosters an. Einzelausstellungen ihrer Werke konnten 1984 in Kiew und 1991 in Toronto, Kanada gezeigt werden. Bohdan Myssjuha veröffentlichte 2011 eine Monografie über Sewruk und ihre Werke.

## Werk
Sewruk erhielt Anerkennung für ihre Keramikreliefs, die historische Figuren aus der ukrainischen Geschichte, Mythologie und Folklore darstellen. Daneben malte sie, meist in Tempera und fertigte Tuschezeichnungen an. Sie stellte einige der ukrainischen Dissidenten im Porträt dar.